# Departamento Cabañas
Cabañas ist eines von 14 Departamentos in El Salvador und liegt im Norden des Landes an der Grenze zu Honduras.
Die Hauptstadt des Departamentos ist Sensuntepeque. Gegründet wurde Cabañas am 10. Februar 1873. Seinen Namen erhielt das Departamento vom General José de la Trinidad Francisco Cabañas Fiallos.
Die Hauptwirtschaftsfaktoren in Cabañas sind der Anbau von Bohnen und Zuckerrohr. Ein Wasserkraftwerk am Río Lempa versorgt die Region mit Elektrizität.

## Municipios
Das Departamento Cabañas ist seinerseits wiederum in neun Municipios unterteilt:
| - Cinquera - Dolores - Guacotecti - Ilobasco - Jutiapa | - San Isidro - Sensuntepeque - Tejutepeque - Victoria |